# Mouloudia Club d'Oran
Il Mouloudia Club Orano (in arabo نادي مولودية وهران‎?), conosciuto come MC Orano o con l'acronimo MCO, è una società calcistica algerina di Orano. Milita nella Ligue 1, la massima divisione del campionato algerino di calcio.
Il club venne fondato ufficialmente nel 1917. Ha vinto 4 campionati algerini, 4 Coppe d'Algeria e una Coppa di Lega algerina, oltre a 2 Coppe delle Coppe arabe e una Supercoppa araba.

## Storia

### Fondazione della prima Mouloudia (1917)
Il Mouloudia Club Musulman Oranais (MCM Oran) è stato fondato il 1° gennaio 1917 a Medina Jedida. Il club è stato chiamato Mouloudia, in riferimento a Mawlid (il compleanno di Maometto), da cui il nome Mouloudia di Mawlid. Nel 1939 il club interruppe le sue attività sportive a causa della seconda guerra mondiale, che durò fino alla fine della guerra nel 1945.

### 1946: Formazione
Nel 1946, Ali Bentouti, ex giocatore e membro del MCM Oran, decise di fondare il club con il nome di Mouloudia Club Oranais il 14 maggio 1946. Il club è stato nuovamente coltivato nel quartiere El Hamri il 14 maggio del 1946 con lo scopo di educare e riunire la popolazione musulmana del quartiere. Il primo stadio utilizzato dal club fu lo Stade Lamurien. Il club iniziò a giocare nella terza divisione della lega regionale di Orano, ma tra il 1956 e il 1962 l'attività del club cessò a causa della guerra per l'indipendenza che costò 200 morti e 250 dispersi tra gli abitanti del quartiere.

### Dopo l'indipendenza
Dopo l'indipendenza, diversi club importanti fondati da europei scomparvero e il MC Oran si ritrovò nell'élite del calcio algerino, vincendo il suo primo campionato nel 1971 e la sua prima coppa nazionale nel 1975.

### La riforma sportiva e l'era dell'MP Oran
Nel 1977 il calcio algerino entra nel semiprofessionismo e il come diversi club algerini il MC Oran venne sponsorizzato fino al 1989 dalla compagnia petrolifera Sonatrach portando il club a cambiare nome in MP Oran. Il club vincerà per due volte consecutive la coppa d'Algeria (1984 e 1985) e il campionato algerino nel 1988.
L'ultimo anno di sponsorizzazione coincise con il punto più alto nella storia del club, che raggiunse la finale di CAF Champions League 1989 persa ai rigori contro il Raja davanti a 45.000 spettatori. Con la fine della sponsorizzazione il club ripristinò il suo vecchio nome, MC Oran.

### Anni '90: dominio nazionale e crisi interna
Il decennio inizia con due campionati vinti consecutivi (1992 e 1993), per poi realizzare il double coppa di lega/campionato nel 1996. A livello internazionale il club vince per due volte consecutive la Coppa delle Coppe araba (1997 e 1998) e la Supercoppa araba nel 1999. Il club, colpito da una grave crisi finanziaria, fu poi costretto a sciogliere molte delle proprie sezioni sportive.

### 2000-2010: il peggiore decennio
Dal 2000 il MC Oran staziona nella parte bassa della classifica e riesce a evitare la prima retrocessione fino al 2008, quando cade in seconda serie: l'avvenimento che è uno shock per gli abitanti di Orano, tanto da causare disordini e ingenti danni in città per tre giorni. Il club ritorna subito in massima serie, pur persistendo la crisi finanziaria.

### Dal 2010: epoca professionistica
Nel 2010 la squadra passa al professionismo, come tutto il movimento calcistico algerino. Nel settembre 2012 la società nazionale di marketing e distribuzione di prodotti petroliferi Naftal sembra prossima a tornare a sponsorizzare l'MC Oran dopo ventiquattro anni, finanziando tutte e tre le sezioni sportive del club, ma l'accordo non si concretizza con un accordo come main sponsor. Nel 2014 Ahmed "Baba" Belhadj viene eletto nuovo presidente del club, che nei successivi cinque anni non riesce a ottenere alcun trofeo. 
Il 6 gennaio 2019 il club sigla un accordo di sponsorizzazione con la compagnia petrolifera Hyproc, che tuttavia non diviene main sponsor, come accaduto con Naftal. 

## Palmarès

### Competizioni nazionali
- Campionato algerino: 4

1971, 1988, 1992, 1993
- Coppa d'Algeria: 4

1975, 1984, 1985, 1996
- Coppa di Lega algerina: 1

1996

### Competizioni internazionali
- Coppa delle Coppe araba: 2

1997, 1998
- Supercoppa araba: 1

1999

### Altri piazzamenti
- Campionato algerino:

Secondo posto: 1968, 1969, 1985, 1987, 1990, 1995, 1996, 1997, 1999-2000
- Coppa d'Algeria:

Finalista: 1998, 2002
- Coppa di Lega algerina:

Finalista: 2000
- Supercoppa d'Algeria:

Finalista: 1992
- CAF Champions League:

Finalista: 1989
Semifinalista: 1994
- Champions League araba:

Finalista: 2001
- Coppa dei Campioni del Maghreb:

Semifinalista: 1972